# Polyalthia celebica
Polyalthia celebica är en kirimojaväxtart som beskrevs av Friedrich Anton Wilhelm Miquel. Polyalthia celebica ingår i släktet Polyalthia och familjen kirimojaväxter. Inga underarter finns listade i Catalogue of Life.